# Duplominona canariensis
Duplominona canariensis är en plattmaskart som beskrevs av Ehlers 1980. Duplominona canariensis ingår i släktet Duplominona och familjen Monocelididae.

## Underarter
Arten delas in i följande underarter:
- D. c. bermudensis
- D. c. canariensis